# دریاچه ماهی
دریاچه ماهی فیلمی به کارگردانی مریم دوستی، نویسندگی مصطفی رستگاری و تهیه‌کنندگی سعید سعدی ساخته سال ۱۳۹۵ است.

## خلاصه داستان
این فیلم نگاهی به وقایع پس از جنگ ایران و عراق دارد و داستان چند خانواده را روایت می‌کند که در نقطه مشترکی به یکدیگر می‌رسند و در این میان عشق گمشده‌ای پیدا می‌شود.

## بازیگران
| بازیگر        | نقش      |
| ------------- | -------- |
| نادر فلاح     | رضا روشن |
| ستاره اسکندری | فروغ     |
| لاله اسکندری  | اسما     |
| علی دهکردی    | مراد     |
| افشین هاشمی   |          |
| مجتبی پیرزاده | رحمان    |
| حدیثه تهرانی  | ریحان    |
| صحرا اسدالهی  |          |